# Centaurea xylobasis
Centaurea xylobasis — вид квіткових рослин родини айстрових (Asteraceae). Ендемік Греції (Самос).

## Середовище
Населяє кам'янисті місцевості.

## Морфологічна характеристика
Це напівкущик 5–10 см заввишки. Листки жорсткі, від ланцетних до перисто-лопатевих, сегменти мукронатні. Обгортки 15–20 мм, циліндричні, придатки шипуваті. Квіточки жовті. Період цвітіння: літо.